# Athit Wisetsilpa
Athit Wisetsilpa (thailändisch อาทิตย์ วิเศษศิลป์, * 26. September 1993 in Bangkok) ist ein thailändischer Fußballspieler.

## Verein
Athit Wisetsilpa erlernte das Fußballspielen in der Jugendmannschaft vom Osotspa Saraburi FC. Für den Club stand er bis Ende 2013 unter Vertrag. Die Rückserie 2013 wurde er an Thai Honda Ladkrabang ausgeliehen. Der Club spielte in der dritten Liga, der Regional League Division 2, in der Region Bangkok. 2014 unterschrieb er einen Einjahresvertrag beim Zweitligisten Phuket FC. Der Verein aus Phuket spielte in der Thai Premier League Division 1. Nach Vertragende wechselte er 2015 nach Sattahip, wo er wieder einen Einjahresvertrag beim Erstligisten Navy FC unterschrieb. Für den Zweitligisten Songkhla United FC aus Songkhla spielte er 2016. 2017 nahm ihn der Erstligist Sukhothai FC aus Sukhothai unter Vertrag. Von Sukhothai wurde er die komplette Saison an den Zweitligisten Lampang FC ausgeliehen. Über die Zweitligisten Kasetsart FC (Hinserie 2018) und Thai Honda FC (Rückserie 2018 bis 2019) kam er 2020 zum Trat FC. Mit dem Verein aus Trat spielt er in der ersten Liga, der Thai League. Hier absolvierte er ein Erstligaspiel. Von Juli 2020 bis Dezember 2020 war er vertrags- und vereinslos. Am 1. Januar 2021 unterschrieb er einen Vertrag beim Drittligisten Lamphun Warrior FC. Mit dem Verein aus Lamphun spielte er sechsmal in der dritten Liga. Am Ende der Saison wurde man Meister der Northern Region. In den Aufstiegsspielen, der National Championship, belegte man ebenfalls den ersten Platz und stieg in die zweite Liga auf. Im August 2021 ging er dann weiter zum Chainat United FC und zum Jahresende schloss er sich Drittligist Nakhon Si United FC an. Am Ende der Saison 2021/22 feierte er mit dem Verein aus Nakhon Si Thammarat die Vizemeisterschaft der Region. Als Vizemeister nahm er an der National Championship der dritten Liga teil. Hier belegte man den dritten Platz und stieg in die zweite Liga auf. Für Uthai Thani bestritt er neun Ligaspiele. Ende Juli 2022 verpflichtete ihn der Drittligist Pattaya Dolphins United. Mit dem Verein aus Pattaya tritt er in der Eastern Region an. Für den Verein aus dem Seebad bestritt er sieben Drittligaspiele. Im Dezember 2022 wurde sein Vertrag nicht verlängert. Zu Beginn der Saison 2023/24 nahm ihn im Sommer 2023 der Drittligist Bangkok FC unter Vertrag. Mit dem Hauptstadtverein spielte er in der Bangkok Metropolitan Region. Die Saison 2023/24 feierte er mit dem Bangkok FC die Meisterschaft der Region sowie den Aufstieg in die zweite Liga.

## Nationalmannschaft
Der Mittelfeldspieler gewann mit der U-19-Auswahl Thailands die Südostasienmeisterschaft 2011 in Myanmar durch einen Sieg im Finale über Vietnam. Ein Jahr später nahm er an der U-19-Asienmeisterschaft in den Vereinigten Arabischen Emiraten teil, schied dort aber schon in der Gruppenphase aus.

## Erfolge

### Verein
Lamphun Warrior FC
- Thai League 3 – North: 2021/21  ▲

Nakhon Si United FC
- Thai League 3 – South: 2021/22 (Vizemeister)
- National Championship: 2021/22 (3. Platz)  ▲

Bangkok FC
- Thai League 3 – Bangkok Metropolitan: 2023/24  ▲

### Nationalmannschaft
Thailand U19
- Südostasienmeister: 2012